# Jean Marcel Carvalho França
Jean Marcel Carvalho França (1966–) é um historiador, escritor e professor universitário brasileiro.
Sua obra fala da visão dos viajantes em relação ao Brasil oitocentista. 

## Carreira acadêmica
Mestrou-se em Sociologia pela Universidade Federal de Minas Gerais sob a orientação de Carlos Eduardo Baessi de Sousa, em 1990, numa tese com o título "A higienização do Povo: construção da ordem no Rio de Janeiro oitocentista", doutorou-se em Estudos Literários, também na UFMG, em 1994, quando, orientado por Sérgio Alves Peixoto, desenvolveu o trabalho "A Literatura e o Literato no Rio de Janeiro oitocentista", pós-doutorou-se pela Unesp, em 2000, e pela Universidade Federal Fluminense, em 2009, ano no qual também obteve sua livre-docência, agora novamente pela Unesp, onde também leciona desde 1998.

## Carreira literária
Autor de obras acerca do Rio de Janeiro oitocentista, França acabou ampliando suas vendas no mercado de livros depois da publicação de 1808, escrito por Laurentino Gomes Em 2012, junto com o também historiador Ricardo Alexandre Ferreira, lançou a obra Três Vezes Zumbi, onde desmistifica a "canonização" do líder quilombola, famoso por Palmares, e afirma que tal questão é proporcionada apenas por uma "construção" histórica em torno desta personagem.

## Livros publicados
- Imagens do Negro na Literatura Brasileira (1998)
- Literatura e Sociedade no Rio de Janeiro Oitocentista  (1999)
- Visões do Rio de Janeiro Colonial: Antologia de Textos (1531-1800)  (1999)
- Outras Visões do Rio de Janeiro Colonial. Antologia de Textos (1581-1808)  (2000)
- Viagem ao Rio. Cartas da Juventude de Edouard Manet. (1848-1849)  (2002)
- Diário de uma viagem da Baía de Botafogo ao sul do Brasil (1810), de William Henry May.  (2006)
- Mulheres Viajantes no Brasil  (1773-1820)  (2008)
- Andanças pelo Brasil Colonial  (2009, com Ronald Raminelli)
- O olhas dos viajantes II - O Brasil e sua gente  (2010) (Org.)
- O olhar dos viajantes I - O Brasil ao natural  (2010)  (Org.)
- Três vezes Zumbi: a construção de um mito brasileiro  (2012) (com Ricardo Alexandre Ferreira)
- A construção do Brasil na Literatura de viagem dos séculos XVI, XVII e XVIII  (2012)
- Etíope resgatado, empenhado, sustentado, corrigido, instruído e libertado.  (Edição crítica, 2013, com Ricardo Alexandre Ferreira)
- Visões do Rio de Janeiro Joanino (1809-1818)  (2013)